# De syv fjell

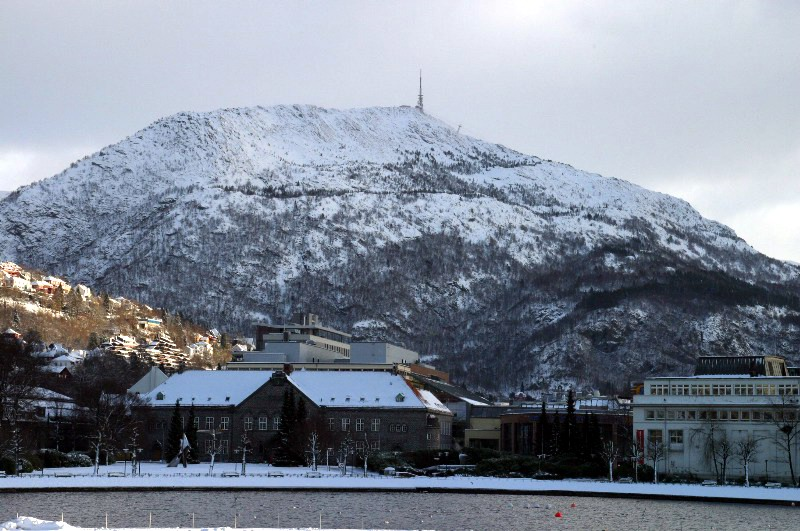
De berg Ulriken gezien vanuit het centrum van Bergen

De syv fjell (Noors voor De Zeven Bergen) is de benaming voor de zeven bergen die de Noorse stad Bergen omringen. Het is onduidelijk welke bergen er precies tot de groep behoren.
De bergen Ulriken, Fløyen, Løvstakken en Damsgårdsfjellet horen in ieder geval tot de groep. De andere drie worden betwist en zitten tussen: Lyderhorn, Sandviksfjellet, Blåmanen, Rundemanen en Askøyfjellet.